# Friedhof Rakowicki

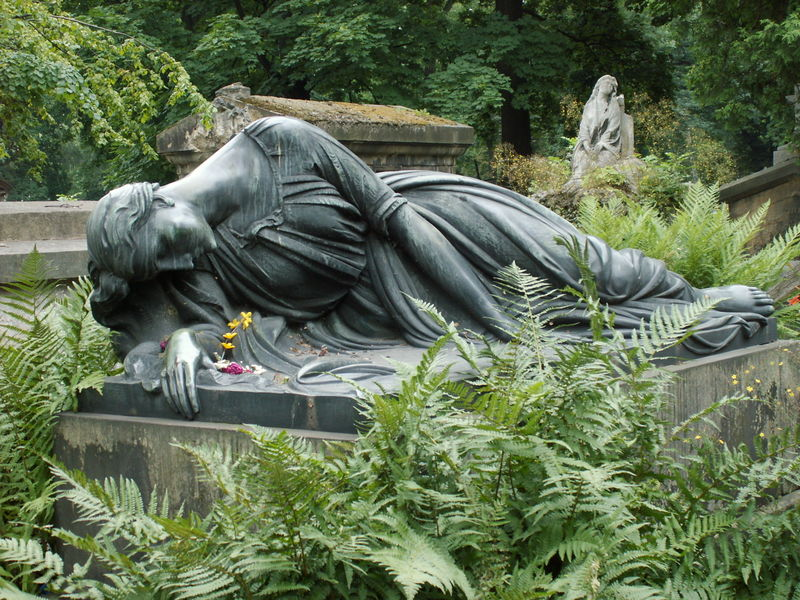
Familiengrab Felter des Bildhauers
Karol Hukan

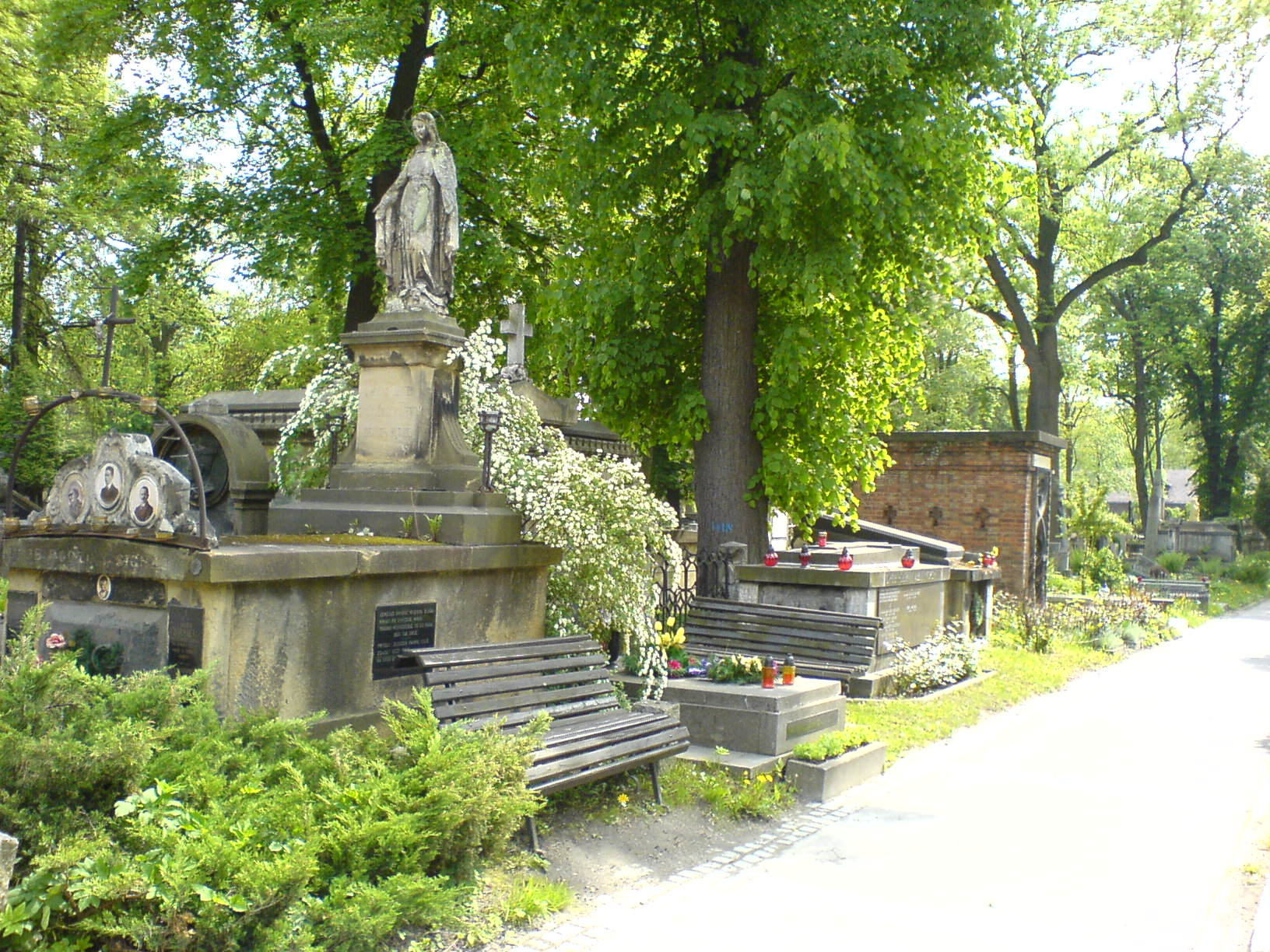
Ein Friedhofsweg

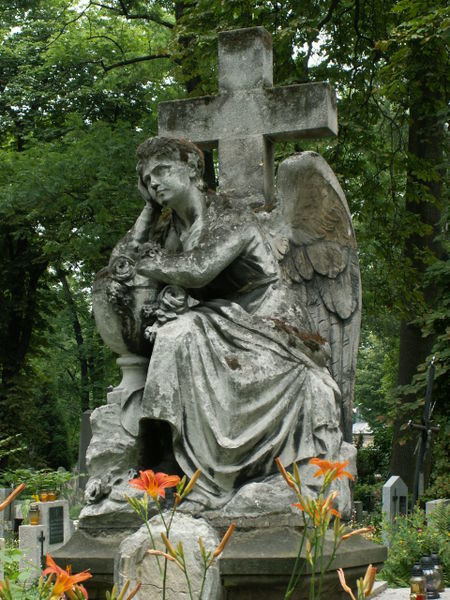
Grabskulptur

Der Friedhof Rakowicki (polnisch Cmentarz Rakowicki), einer der größten in Krakau, wurde in den Jahren 1801–1802 eingerichtet.

## Geschichte
Er entstand auf dem Vorstadtgelände des seinerzeitigen Vorwerks Rakowice (jedoch nicht innerhalb des Dorfs Rakowice, sondern im südlichen Teil der Gemeinde Prądnik Czerwony, der 1910 als Warszawskie nach Krakau eingemeindet wurde) im Zusammenhang mit dem Verbot von Begräbnissen auf kirchlichen Friedhöfen innerhalb der Stadt. Das Gelände wurde von den österreichischen Regierenden gekauft, die Kosten der Anlage wurden von der Stadt Krakau und den Nachbargemeinden getragen. Die erste Beerdigung fand im Januar 1803 statt. 1862 wurde auf dem Friedhofsgelände eine hölzerne Kapelle errichtet. Der Friedhof wurde einige Male erweitert (1863, 1865, 1908) und auf seinem Gelände nahebei 1920 auch ein Armee-Friedhof eingerichtet.
Die Nekropole ist eine Begräbnisstätte der Krakauer, einfacher genauso wie verdienter Bürger aus Kultur und Wissenschaft, der Vorsteher von Adelsgeschlechtern, Unabhängigkeitskämpfern, der Teilnehmer an Aufständen und Kriegen wie beider Weltkriege.
Auf dem Friedhof gibt es u. a. Quartiere der Teilnehmer am Novemberaufstand, Januaraufstand, des Krakauer Aufstands, gefallener Soldaten des Ersten Weltkriegs, der Mitglieder der Polnischen Legion, von Teilnehmern der Attacke bei Rokitna, während der Streiks 1936 umgekommener Arbeiter und Teilnehmer des Zweiten Weltkriegs, darunter Soldaten des Septembers 1939, alliierter Piloten, Partisanen, Opfer der Hitler-Verbrechen, russischer Soldaten aus der Zeit der Befreiung Krakaus 1945.
Der Friedhof ist eine Sehenswürdigkeit von großem historischem und künstlerischem Wert. Ein Teil der Gräber ist das Werk bekannter Architekten, u. a. Teofil Żebrawski, Feliks Księżarski, Sławomir Odrzywolski, Jakub Szczepkowski, und auch Bildhauern wie Tadeusz Błotnicki, Wacław Szymanowski, Karol Huka und anderen.
1981 wurde ein Komitee zur Rettung des Friedhofs Rakowicki gegründet, das Geld sammelte zur Renovierung von Grabmälern von historischem Wert, zum Beispiel gelegentlich einer jährlichen Kollekte.

## Gräber von bekannten Verstorbenen
Es ruhen hier unter anderen:
- Tadeusz Ajdukiewicz (1852–1916), polnischer Maler
- Siegmund Anczyc (1783–1855), polnischer Theaterschauspieler und -direktor
- Władysław Ludwik Anczyc (1823–1883), polnischer Schriftsteller, Dichter und Dramatiker
- Teodor Axentowicz (1859–1938), polnischer Maler, Zeichner und Grafiker
- Michał Bałucki (1837–1901), polnischer Schriftsteller
- Jerzy Samuel Bandtkie (1768–1835), polnischer Bibliothekar, Philologe, Historiker, Lexikograph und Herausgeber
- Władysław Belina-Prażmowski (1888–1938), polnischer Militär und Politiker
- Maciej Biesiadecki (1864–1935), polnischer Politiker und Generalkommissar der Freien Stadt Danzig
- Michał Bobrzyński (1849–1935), polnischer Historiker, Politiker und Professor an der Jagiellonen-Universität Krakau
- Józef Bogusz (1904–1993), polnischer Chirurg, Ethiker und Historiker der Medizin
- Jerzy Broszkiewicz (1922–1993), polnischer Autor, Schriftsteller und Journalist
- Tadeusz Browicz (1847–1928), polnischer Pathologe
- Andrzej Bursa (1932–1957), polnischer Dichter und Journalist
- Stanisław Cikowski (1899–1959), polnischer Fußballspieler und Mediziner
- Albert Chmielowski (1845–1916), polnischer Maler und Ordensgründer
- Stanisław Chlebowski (1835–1884), polnischer Maler
- Ignacy Chrzanowski (1866–1940), polnischer Literaturwissenschaftler
- Barbara Czarnowieska (1954–2007), polnische Philologin, Schriftstellerin und Bloggerin
- Emilian Czyrniański (1824–1888), österreich-ungarischer Chemiker
- Ignacy Daszyński (1866–1936), polnischer Politiker und Ministerpräsident
- Franciszek Dąbrowski (1904–1962), Offizier der Polnischen Marine
- Ewa Demarczyk (1941–2020), polnische Musikerin und Schauspielerin
- İzzet Derviş (1878–1943), Vater des türkisch-zyprischen Präsidenten Derviş Eroğlu
- Joseph Dietl (1804–1878), polnisch-österreichischer Arzt, Hochschullehrer und Politiker
- Stanisław Dragan (1941–2007), polnischer Boxer
- Bolesław Drobner (1883–1968), polnischer Politiker
- Alois Raphael Estreicher (1786–1852), polnischer Botaniker und Entomologe sowie Professor und Rektor der Jagiellonen-Universität Krakau
- Karol Estreicher (1827–1908), polnischer Philologe, Bibliograf, Bibliothekar, Übersetzer und Direktor der Jagiellonischen Bibliothek Krakau
- Karol Estreicher (1906–1984), polnischer Kunsthistoriker, Professor an der Jagiellonen-Universität Krakau und Direktor des Universitätsmuseums im Collegium Maius
- Stanisław Estreicher (1869–1939), polnischer Rechtshistoriker und Bibliograph
- Kazimierz Gałecki (1863–1941), polnischer Politiker und Diplomat
- Józef Andrzej Gierowski (1922–2006), polnischer Historiker und Rektor der Jagiellonen-Universität Krakau
- Mieczysław Gil (1944–2022), polnischer Politiker
- Marek Grechuta (1945–2006), polnischer Sänger, Dichter, Komponist und Maler
- Ales Harun (1887–1920), belarussischer Lyriker
- Anton Hawelka (1840–1894), polnischer Kaufmann und Gastronom
- Emmerich Hutten-Czapski (1828–1896), polnischer Numismatiker, Bücher- und Kunstsammler
- Roman Ingarden (1893–1970), polnischer Philosoph
- Karol Irzykowski (1873–1944), polnischer Schriftsteller, Literaturkritiker und Filmtheoretiker
- Feliks Jasieński (1861–1929), polnischer Kunstsammler und Kunstkritiker
- Tadeusz Kantor (1915–1990), polnischer Theaterregisseur, Maler, Bühnenbildner und Kunsttheoretiker
- Ludwik Jerzy Kern (1920–2010), polnischer Schriftsteller, Journalist und literarischer Übersetzer
- Julian Klaczko (1825–1906), polnischer Schriftsteller, Publizist und Politiker
- Juliusz Kleiner (1886–1957), polnischer Philosoph und Literaturhistoriker
- Oskar Kolberg (1814–1890), polnischer Ethnograf und Komponist
- Kazimierz Kordylewski (1903–1981), polnischer Astronom
- Apollo Korzeniowski (1820–1869), polnischer Schriftsteller und Patriot
- Juliusz Kossak (1824–1899), polnischer Maler und Zeichner
- Wojciech Kossak (1857–1942), polnischer Maler
- Anna Kowalska-Lewicka (1920–2009), polnische Ethnographin
- Andrzej Kremer (1961–2010), polnischer Jurist, Diplomat und Vizeaußenminister
- Janusz Kurtyka (1960–2010), polnischer Historiker und zweiter Präsident des Instituts für Nationales Gedenken
- Stanisław Kutrzeba (1876–1946), polnischer Historiker und Politiker
- Eugeniusz Kwiatkowski (1888–1974), polnischer Ingenieur, Manager, Ökonom, Politiker und Rektor der Jagiellonen-Universität Krakau
- Barbara Kwiatkowska-Lass (1940–1995), polnische Filmschauspielerin
- Franciszek Latinik (1864–1949), polnischer General
- Tadeusz Lehr-Spławiński (1891–1965), polnischer Sprachwissenschaftler und Rektor der Jagiellonen-Universität Krakau
- Juliusz Leo (1861–1918), polnischer Politiker und Professor an der Jagiellonen-Universität Krakau
- Bohdan Lepkyj (1872–1941), ukrainischer Schriftsteller und Literaturwissenschaftler
- Leopold Löffler (1827–1898), polnischer Maler
- Stanisław Łojasiewicz (1926–2002), polnischer Mathematiker
- Władysław Łuszczkiewicz (1828–1900), polnischer Maler, Kunstlehrer und Kunsthistoriker
- Artur Malawski (1904–1957), polnischer Komponist, Pädagoge und Dirigent
- Maria Malicka (1900–1992), polnische Schauspielerin
- Lucjan Malinowski (1839–1898), polnischer Linguist und Professor an der Jagiellonen-Universität Krakau
- Barbara Marianowska (1947–2012), polnische Politikerin
- Jan Matejko (1838–1893), polnischer Maler
- Teodora Matejko (1846–1896), Gattin des polnischen Malers Jan Matejko
- Józef Mehoffer (1869–1946), polnischer Maler und Graphiker
- Piotr Michałowski (1800–1855), polnischer Maler
- Franciszek Mirecki (1791 oder 1794–1862), polnischer Komponist
- Helena Modrzejewska (1840–1909), polnische Schauspielerin
- Krystyna Moszumańska-Nazar (1924–2008), polnische Komponistin und Musikpädagogin
- Daniel Mróz (1917–1993), polnischer Zeichner, Cartoonist, Illustrator und Bühnenbildner
- Stella Müller-Madej (1930–2013), jüdische Zeitzeugin der Shoah
- Władysław Natanson (1864–1937), polnischer Physiker
- Jerzy Nowak (1923–2013), polnischer Film- und Theaterschauspieler
- Julian Nowak (1865–1946), polnischer Bakteriologe, Politiker und Ministerpräsident
- Jerzy Nowosielski (1923–2011), polnischer Maler
- Czesław Oberdak (1921–1945), polnischer Pilot
- Dominik Oesterreicher (1750–1809), Maler und Professor an der Jagiellonen-Universität Krakau sowie Stammvater der Krakauer Gelehrtenfamilie Estreicher
- Karol Olszewski (1846–1915), polnischer Chemiker, Mathematiker und Physiker
- Tadeusz Pankiewicz (1908–1993), polnischer Pharmazeut
- Stefan Zachariasz Pawlicki (1839–1916), polnischer Priester (kath.), Professor, Philosoph, Historiker und Rektor der Jagiellonen-Universität Krakau
- Gustav von Piotrowski (1833–1884), polnisch-österreichischer Physiologe
- Kasimir Pochwalski (1855–1940), polnischer Maler und Hochschullehrer
- Włodzimierz Potasiński (1956–2010), polnischer Generalmajor
- Adam Prażmowski (1853–1920), polnischer Mikrobiologe
- Stanisław Radziejowski (1863–1950), polnischer Maler
- Jan Raszka (1871–1945), polnischer Bildhauer und Maler
- Jerzy Rayski (1917–1993), polnischer Physiker und Professor an der Jagiellonen-Universität Krakau
- Roman Reinfuss (1910–1998), polnischer Ethnograph
- Henryk Reyman (1897–1963), polnischer Fußballspieler und -trainer
- Henryk Rodakowski (1823–1894), polnisch-österreichischer Maler
- Feliks Rogoziński (1879–1940), polnischer Physiologe und Experte für Ernährungskunde für Haustiere
- Bronisław Rutkowski (1898–1964), polnischer Organist, Musikpädagoge und -wissenschaftler
- Lucjan Rydel (1870–1918), polnischer Lyriker und Dramatiker
- Andrzej Sariusz-Skąpski (1937–2010), Vorstand des Verbandes der Opferangehörigen von Katyn
- Jadwiga Sarnecka (1877 oder 1883–1913), polnische Komponistin und Pianistin
- Zbigniew Seifert (1946–1979), polnischer Jazzmusiker
- Michał Marian Siedlecki (1873–1940), polnischer Meeresbiologe
- Klemens Stefan Sielecki (1903–1980), polnischer Ingenieur und erster Technischer Direktor des Lokomotivenherstellers Fablok
- Piotr Skrzynecki (1930–1997), polnischer Kabarettist
- Czesław Słania (1921–2005), polnischer Graveur von Briefmarken und Geldscheinen
- Maciej Słomczyński (1922–1998), polnischer Schriftsteller und Übersetzer
- Stepan Smal-Stozkyj (1859–1938), ukrainischer Slawist, Politiker und Universitätsprofessor
- Marian Smoluchowski (1872–1917), österreichisch-polnischer Physiker
- Piotr Stachiewicz (1858–1938), polnischer Maler und Illustrator
- Jan Stanisławski (1860–1907), polnischer Maler
- Jan Kanty Steczkowski (1862–1929), polnischer Politiker und Ministerpräsident
- Stanisław Stojałowski (1845–1911), polnischer römisch-katholischer Geistlicher und Politiker
- Tadeusz Synowiec (1889–1960), polnischer Fußballspieler, Nationaltrainer und Sportjournalist.
- Władysław Szafer (1886–1970), polnischer Botaniker und Ökologe
- Józef Szujski (1835–1883), polnischer Politiker, Historiker, Poet und Professor an der Jagiellonen-Universität Krakau
- Wacław Szymanowski (1859–1930), polnischer Bildhauer und Maler, er schuf sein eigenes Grabdenkmal
- Wisława Szymborska (1923–2012), polnische Lyrikerin
- Adolf Szyszko-Bohusz (1883–1948), polnischer Architekt, Hochschullehrer und Denkmalpfleger
- Jarosław Śmietana (1951–2013), polnischer Jazzgitarrist und Bandleader
- Eugenia Umińska (1910–1980), polnische Geigerin und Musikpädagogin
- Hieronymus Anton von Ziemiecki (1817–1906), deutscher bzw. österreichischer Offizier
- Rudolf Weigl (1883–1957), polnischer Biologe
- Jan Weyssenhoff (1889–1972), polnischer Physiker und Professor an der Jagiellonen-Universität Krakau
- Bolesław Wieniawa-Długoszowski (1881–1942), polnischer Arzt, General, Diplomat und Politiker
- August Witkowski (1854–1913), polnischer Experimentalphysiker und Rektor der Jagiellonen-Universität Krakau
- Wiesław Woda (1946–2010), polnischer Politiker, Staatsbeamter, Agraringenieur
- Andrzej Wołkowski (1913–1995), polnischer Eishockeyspieler und -trainer
- Jadwiga Wołoszyńska (1882–1951), polnische Botanikerin und Hochschullehrerin
- Artur Woźniak (1913–1991), polnischer Fußballspieler
- Zygmunt Wróblewski (1845–1888), polnischer Chemiker und Physiker
- Wiktor Zin (1925–2007), polnischer Architekt und Zeichner
- Witold Zuchiewicz (1955–2012), polnischer Geologe
- Mikołaj Zyblikiewicz (1823–1887), polnischer Politiker, Rechtsanwalt und Stadtpräsident (Prezydent miasta) von Krakau
- Władysław Żeleński (1837–1921), polnischer Komponist

Der österreichische Dichter Georg Trakl (1887–1914) wurde 1925 von hier nach Mühlau bei Innsbruck umgebettet.

## Abbildungen

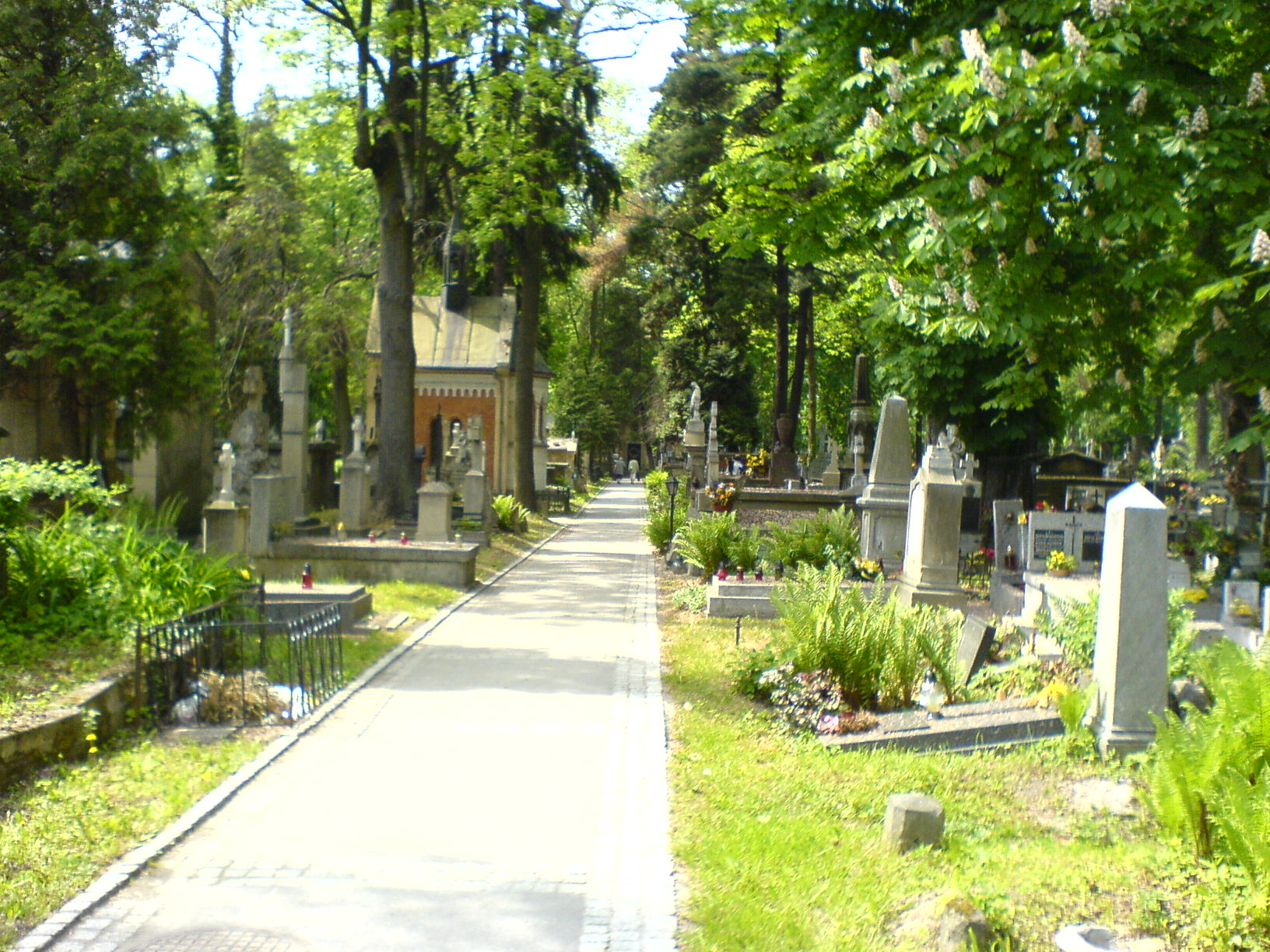
Friedhofsweg
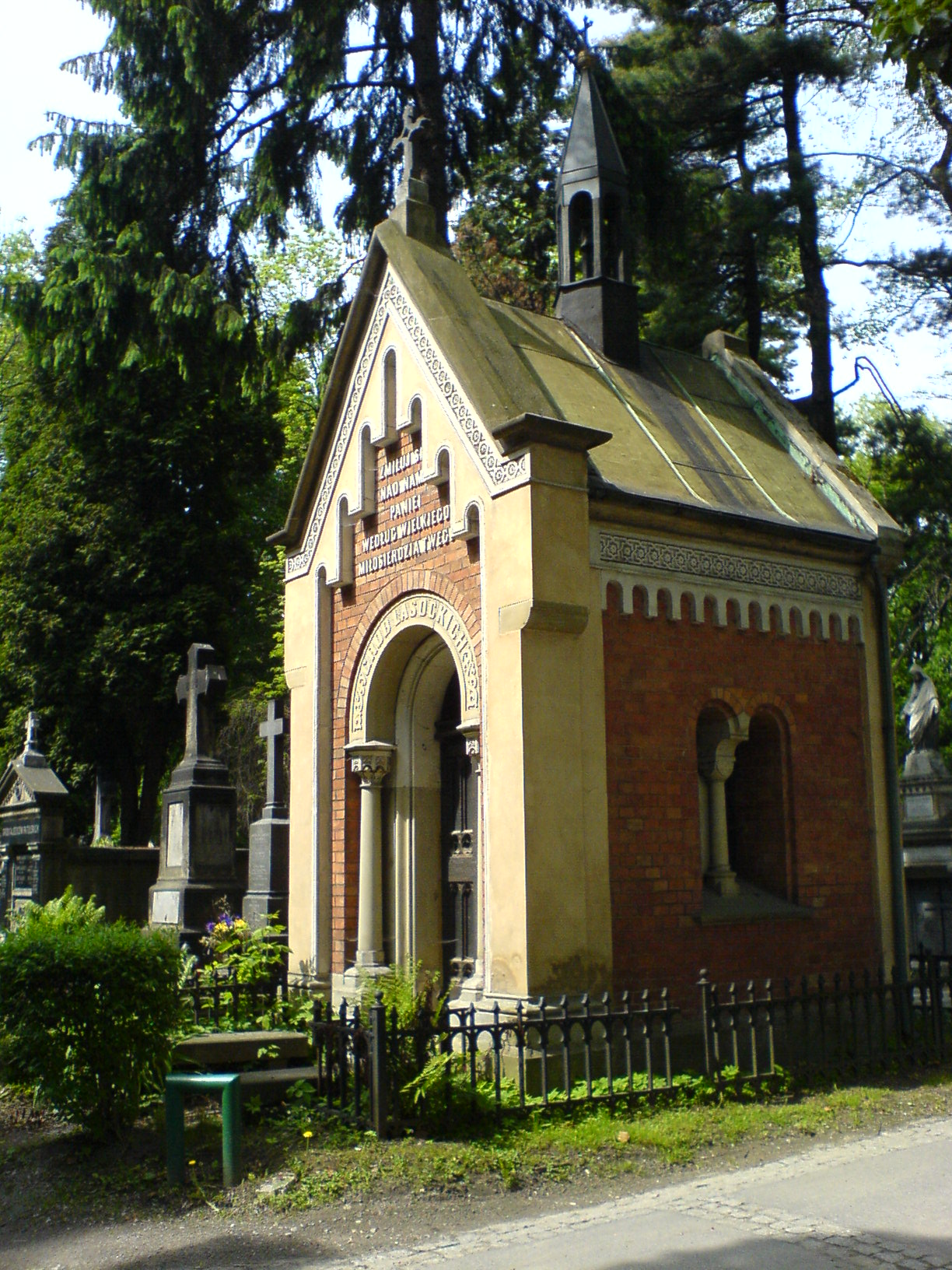
Grab der Familie Lasocki
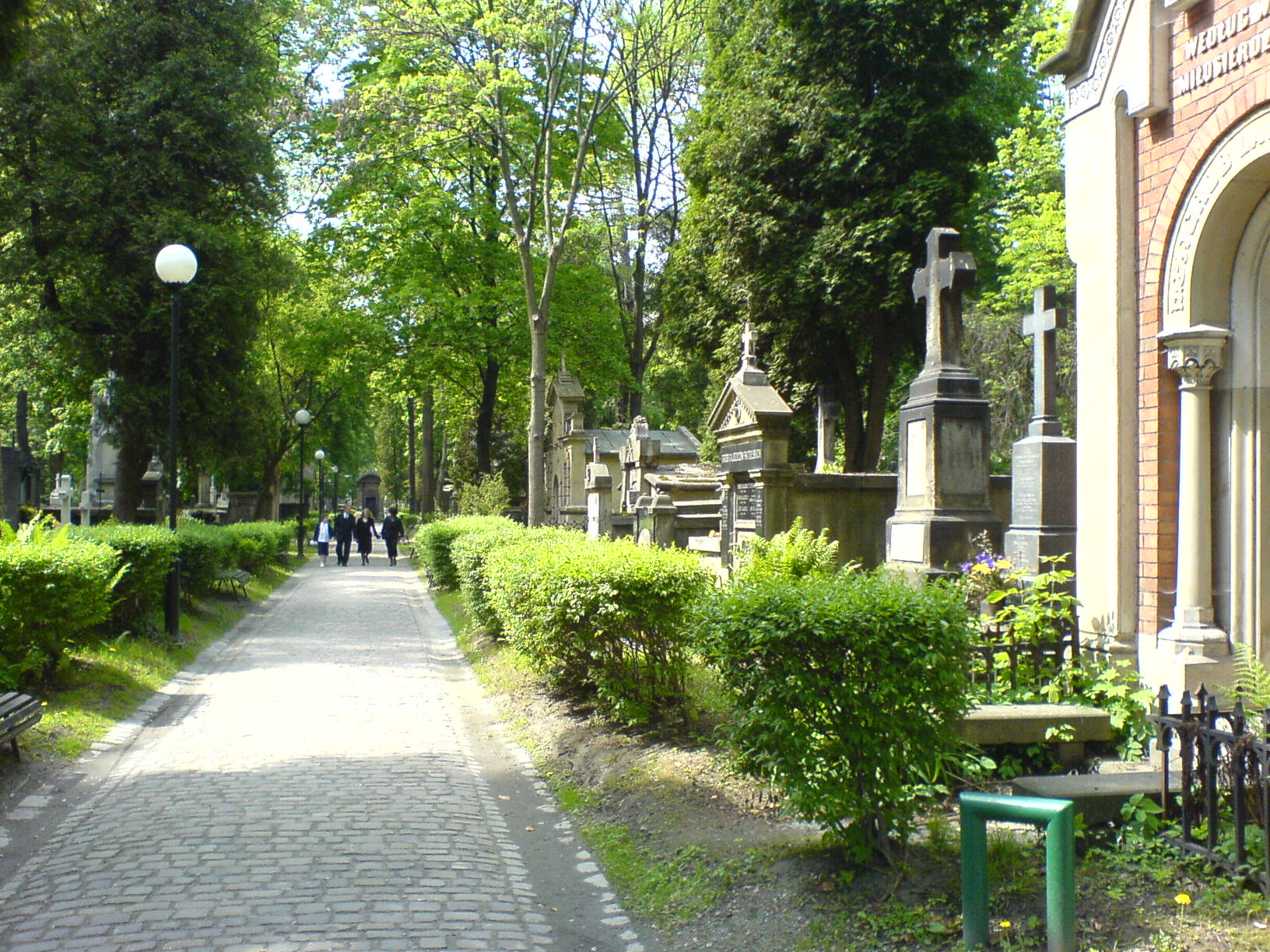
Friedhofsweg
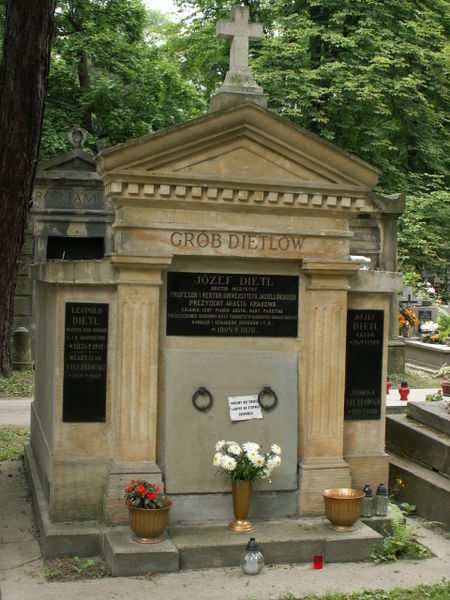
Das Grab Dietls
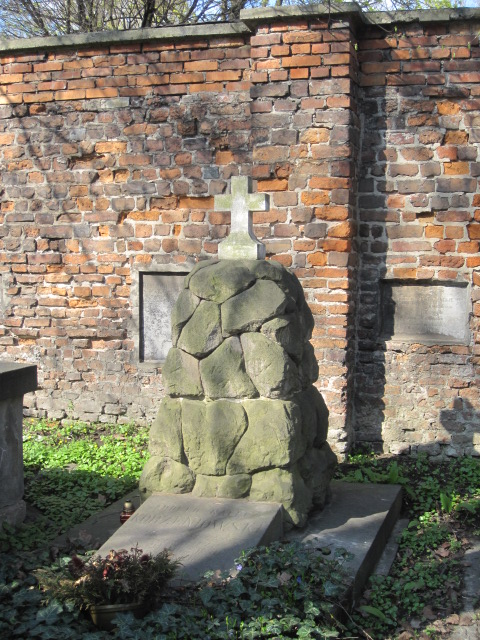
Apollo Korzeniowski